# Herman Wajsman
Herman Wajsman (ur. w 1871, zm. w 1943) – polski aktor żydowskiego pochodzenia, który zasłynął głównie z ról w przedwojennych żydowskich filmach i sztukach teatralnych w języku jidysz.

## Filmografia
- 1914: Ubój
- 1913: Nieznajomy
- 1913: Kara Boża
- 1913: Fatalna klątwa
- 1912: Mirełe Efros